# Jan Einar Thorsen
Jan Einar Thorsen (n. 31 august 1966, Comuna Bærum, Akershus, Norvegia) este un schior alpin ce a reprezentat Norvegia, medaliat olimpic. A participat la 3 ediții ale Jocurilor Olimpice (1988, 1992, 1994) în care a câștigat o medalie de bronz.